# Azaghal (banda)
Azaghal é uma banda de black metal da Finlândia formada em 1995.

## História
A banda Azaghal foi formada em 1995 pelo guitarrista Narqath e o baterista Kalma (mais tarde conhecidos como VRTX e V-Khaoz). Varjoherra juntou a banda como vocalista em 1997, a primeira DEMO foi gravada  no final de 1997, mais duas DEMOS "Noituuden Torni" e "Kristinusko Liekeissä" foram registradas em 1998, bem como a estreia do "EP Harmagedon ", que foi lançado pela Aftermath Music.
O álbum de estreia "Mustamaa" foi lançado no verão de 1999 pela Melancolia Productions (mais tarde conhecida como ISO666). O álbum foi lançado originalmente apenas em vinil limitada (300 cópias), mas foi mais tarde re-lançado também em CD pela ISO666. Apenas alguns meses depois, o segundo albúm foi gravado, intitulado "Helvetin Yhdeksän Piiriä", que saiu no Brasil pela Evil Horde Records, em Dezembro de 1999.
O ano de 2000 viu os lançamentos de dois CDs divididos, "Helwettiläinen" e uma coleção de faixas raras e demonstrações: "Deathkult MMDCLXVI". Faixas do Azaghal de dois CD (com Mustan Kuun Lapset e decapitado Cordeiro) também foram lançados em  vinil. E no início de 2001 JL Nokturnal (que apareceu na maioria das versões anteriores como membro sessão) se juntou ao Azaghal como um guitarrista/baixista e gravaram o terceiro álbum completo "Of Beasts And Vultures". Depois de alguns atrasos, "Of Beasts And Vultures" foi finalmente lançado de 2002. Após este álbum, o membro fundador e baterista V-Khaoz foi expulso da banda.
Em 2002-2003 o Azaghal gravou mais material para lançamentos de divisão e assinou um acordo com a já familiar Aftermath Music para o lançamento de um novo MCD. O resultado foi o MCD "kyy", e o álbum mais cru e niilista até à data: "Perkeleen Luoma". Estes dois lançamentos também foram lançadas como 2 LPs pela Finnish Hammer of Hate. Eles não sentiram a necessidade de encontrar um novo baterista, assim estes lançamentos foram gravados com uma bateria eletrônica, para dar as gravações uma atmosfera mais desumana. Após quase 10 anos de existência e uma abordagem muito negativa para shows o tempo todo, eles finalmente decidiram começar a tocar ao vivo em 2004, portanto TM Blastbeast foi trazido para lidar com os tambores. Sua primeira aparição ao vivo foi no Under The Black Sun Festival, na Alemanha, no verão de 2004. No mesmo ano, a banda assinou com a gravadora Avantgarde, gravando o álbum "Codex Antitheus". Dois anos mais tarde Varjoherra declarou que não tinha mais tempo para fazer shows, por isso ele foi substituído por Niflungr, com quem também começou um outro projeto chamado "Black Blessing".
Em 2008, "Omega"  tem contrato com a Moribund Records na Europa e com a Paranoid Records no Brasil. Simplesmente um ano depois Azaghal gravou um outro álbum, chamado "Teraphim" em que foi publicado uma nova versão de seu clássico "kyy".
Em 2013 a banda lançou o disco chamado "Nemesis" e o mais recente trabalho da banda é "Madon Sanat", lançado em 2015.

## Membros
- Narqath (Tomi Kalliola) - guitarra
- Niflungr (Kai Karpinmaa) - baixo e vocal
- Lima (Joonas Pykälä-Aho) - bateria
- J.L. Nokturnal (Jani Loikas) - guitarra

## Discografia

### Álbuns de estúdio, álbuns ao vivo e compilações
- 1999: Mustamaa (álbum)
- 1999: Helvetin Yhdeksän Piiriä (álbum)
- 2000: DeathKult MMDCLXVI (compilação)
- 2001: Ihmisviha (compilação)
- 2002: Of Beasts And Vultures (álbum)
- 2004: Perkeleen Luoma (álbum)
- 2005: Codex Antitheus (álbum)
- 2006: Luciferin Valo (álbum)
- 2008: Omega (álbum)
- 2009: Teraphim (álbum)
- 2012: Nemesis (álbum)[3]
- 2015: Madon sanat
- 2018: Valo pohjoisesta

### EPs e splits
- 1999 Harmagedon (EP)
- 2000 Uusi Suomalainen Black Metal Tulokas (split)
- 2001 Suicide Anthems / Dark Blasphemous Moon (split)
- 2002 Helwettiläinen (EP)
- 2002 Black Metal War (split)
- 2003 Omenne (split)
- 2003 Unholy Terror Union (split)
- 2003 Kyy" (EP)
- 2004 Krieg / Azaghal (split)
- 2004 None Shall Escape... (split)
- 2004 Neljä Vihan Vasaraa / Four Hammers of Hate (split)
- 2006 Azaghal Terror Cult / Wrath (split)

### Demos
- 1998 Demo I (demo)
- 1998 Noituuden Torni (demo)
- 1998 Kristinusko Liekeissä (demo)
- 2001 Black Terror Metal (demo)